# 仏像大量破壊事件
仏像大量破壊事件（ぶつぞうたいりょうはかいじけん）は2016年12月に発生した韓国人による日本の神社・仏閣での仏像、地蔵、キツネ像など神像の大量破壊行為。

## 事件発生
2016年12月初旬、須賀川市の神社で神鏡を破壊したり、泉崎村の神社に侵入し、さい銭箱を壊して現金約30円を盗んだほか、郡山市でも被害が見つかり、寺社や墓地などでの被害は12月6日時点で10箇所に拡大。被害は須賀川市桙衝の桙衝神社では本殿で神鏡が台座から取り外され、曲げられるなどであり、同市今泉の永禄寺では、仏像の頭が引き抜かれるなどであった。また、同市横田の護真寺も被害を受けた。9日、被害は12箇所に拡大し、計90体以上の地蔵像や仏像などの神像の破壊、またご神体である銅鏡の破壊が行われた。このときまでに複数の防犯カメラに姿の似た人物が確認されている。10日となって白河市の神社でも地蔵が9体破壊されるなど被害は福島、郡山、須賀川、白河の4市内で、地蔵などおよそ100体が破壊されるまでに拡大した。

## 犯人
犯人の逮捕
12月10日、福島県警白河署は、器物損壊と建造物侵入の容疑で韓国籍の男を逮捕。10日の昼ごろに白河市内を大きなリュックを背負い、歩行していた同容疑者を署員が不審に思い職務質問したところ「キツネ壊した」と容疑を認めたとされ、このとき鉄パイプを所持していたという。
犯人の足取りと総被害規模
容疑者は2016年11月上旬に羽田空港から入国し、福島県内に移動した。持参したスマートフォンで寺や神社を探し狙ったという。福島を目指した理由については福島が東日本大震災や原発事故などで韓国で有名であったからであるという。福島に移動した犯人は、福島市から白河市にかけての南北約80kmの範囲で仏像や地蔵像の破壊を行い、損壊数は少なくとも22箇所で119体にのぼった。
犯行動機
容疑者は「地蔵などの神童は、壊さないといけないと思った」など仏像や地蔵などの損壊容疑を認め、取り調べにも素直に応じる一方で、容疑以外の余罪については否認しており動機についてははっきりしていない。また、「韓国大使館には知らせないでくれ」、「家族にも連絡を取らないで」などとも話しているという。
裁判
2017年7月1日、福島地方裁判所は「（像は）地域の信仰の対象であり、関係者に与えた衝撃は軽視できない」として、被告の韓国籍の男に対して懲役2年の判決を下した。同年12月20日、仙台高等裁判所は福島地裁の懲役2年の判決を支持し、被告の控訴を棄却した。